# BMBC Technologies
 (février 2022).
BMBC Technologies est une entreprise d'informatique burundaise développant des logiciels et dont le siège social est à Bujumbura. La société a été fondée par Chris Brandon. Par la suite, il a éte rejoignit par l'ingénieur en génie civil local David Ntamakuriro qui a decidé d'investir dans le projet. Ce dernier dirige aussi la société de construction de maisons et de l'ingenierie Building and Multi-Business Company, société sœur de l'entreprise.

## Historique
BMBC Technologies a été fondée en septembre 2019 par Chris Brandon. BMBC Technologies est issu de l’entreprise Building and Multi-Business Company qui est la maison-sœur de la société.
En 2020, BMBC Technologies a présenté ce qui allait devenir son produit phare, le Bancobu eNoti qui est une application mobile commandé par la Banque commerciale du Burundi.
eNoti étant un mode de paiement visant l'inclusion financière des communautés de base[pas clair]. Il permet les opérations de transfert de fonds, de dépôt, de retrait et d'épargne via l’empreinte digitale (biométrie) ou via le téléphone mobile. Ce produit sera disponible sur tous les types de téléphones mobiles à travers les réseaux du Burundi.

### Identité visuelle (logo)

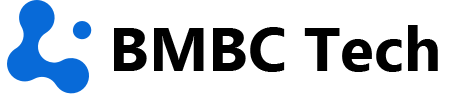
Logo de BMBC Technologies depuis sa création Jusqu'en Avril 2022.
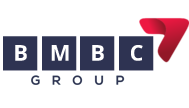
Logo de BMBC Group depuis Avril 2022 jusqu'à nos jours.